# Iryna Kozjubynska

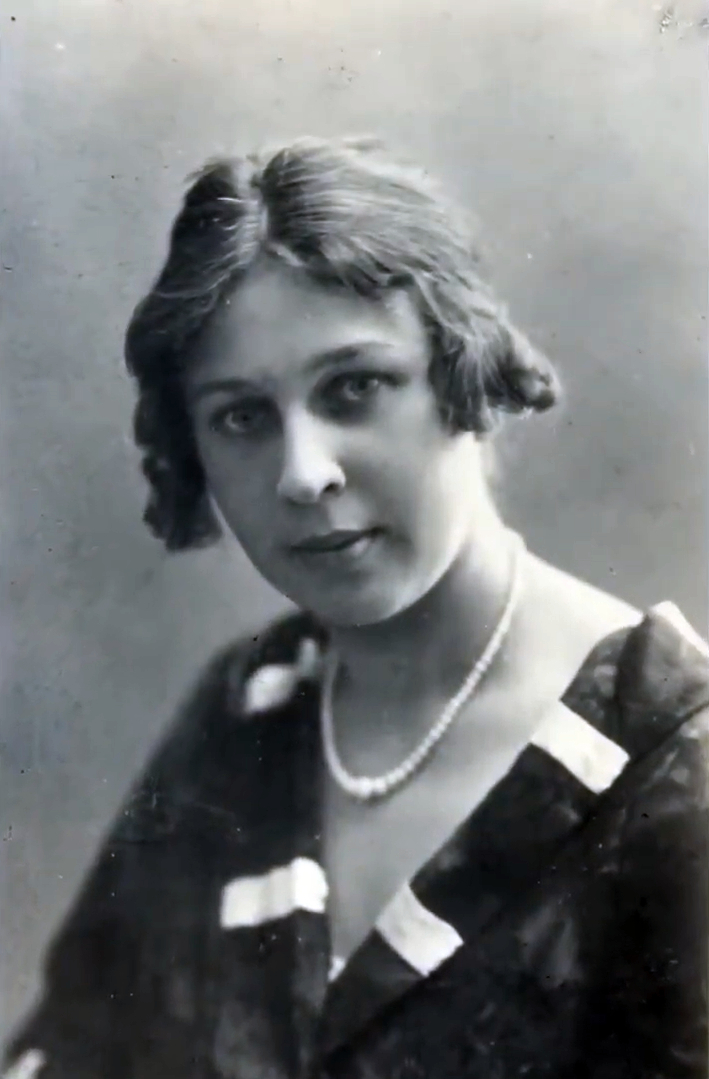
Iryna Kozjubynska (ca. 1922)

Iryna Mychajliwna Kozjubynska (ukrainisch Ірина Михайлівна Коцюбинська, * 12. Juli 1899 in Tschernihiw; † 8. September 1977 ebenda) war eine sowjetische Juristin und Schriftstellerin.

## Leben
1917 schloss sie ein Tschernihiwer Frauengymnasium ab und arbeitete danach einige Zeit in der Verwaltung des Semstwo. 1941 schloss sie in Kiew ein Jurastudium ab und arbeitete von 1944 bis 1949 als leitende Beraterin in der Verwaltung des Justizministeriums in Moskau. Von 1949 bis 1953 arbeitete sie als Richterin im Bezirk Petschersk. Von 1955 bis 1956 war sie Direktorin des Rolit. 1965 erhielt sie den Grad einer Kandidatin der Philologie. 1968 wurde sie auf Empfehlung Oles Hontschars und Petro Pantschs Mitglied des Schriftstellerverbands der Ukraine.
Von 1956 bis 1977 war sie Direktorin des ihrem Vater Mychajlo Kozjubynskyj gewidmeten Tschernihiwer Literatur- und Gedenkmuseums. Es wurde zum Zentrum des Ukrainismus im russifizierten Tschernihiw und Schriftsteller, Wissenschaftler und Studenten aus mehreren Sowjetrepubliken kamen, um Kozjubynskyjs Werk zu studieren. Kozjubynska ist die Autorin zweier Biografien über ihren Vater, die 1965 in Kiew und 1969 in Moskau veröffentlicht wurden, sowie von Artikeln, von Memoiren über ihre Familie und wissenschaftlicher Forschungen, die dem Werk ihres Vaters gewidmet waren.